# Glane (affluent de la Dordogne)
Pour les articles homonymes, voir Glane.
La Glane (ou Glane de Servières ou Glanet ou ruisseau de Glanes) est une rivière française du département de la Corrèze, affluent de la Dordogne.

## Géographie

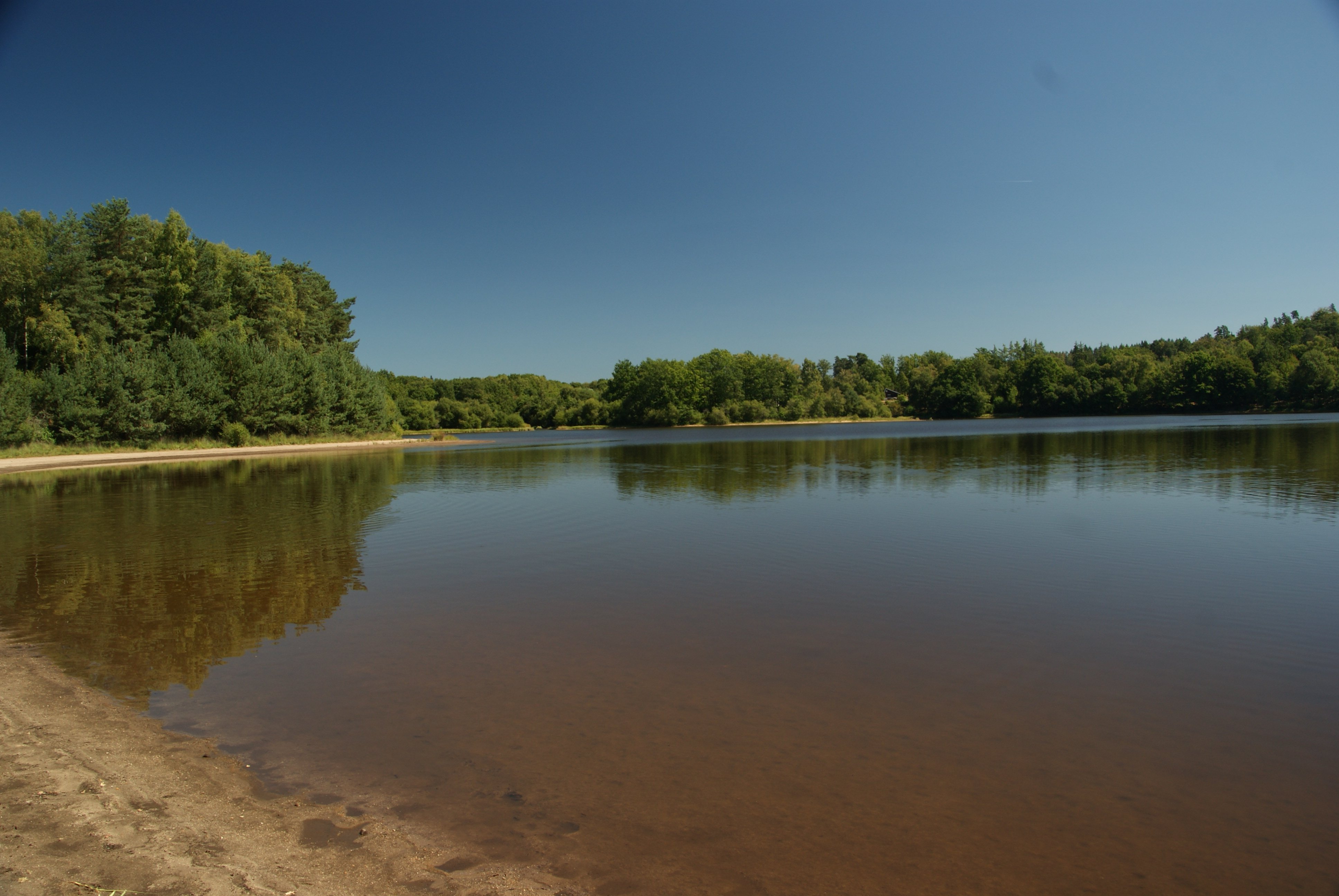
Le lac de Feyt, retenue d'eau sur la Glane.

La Glane prend sa source en Corrèze vers 605 m d’altitude sur la commune de Saint-Privat, moins de deux kilomètres au nord-est du bourg.
Sur près de deux kilomètres entre Saint-Privat et Darazac, elle sert de limite naturelle aux deux communes. Elle passe sous la route départementale (RD) 13, 500 mètres au sud-ouest du bourg de Darazac, au lieu-dit le Pont Gros. Elle entre ensuite de nouveau sur la commune de Saint-Privat, se divise en deux bras et passe sous la RD 75E1.
Le barrage de Glane de Servières forme le lac de Feyt, une retenue longue d'environ deux kilomètres, dont la partie amont est sur Saint-Privat et la partie aval sur Servières-le-Château. Après ce barrage, la Glane est franchie successivement par les RD 75 et 29. Entrant dans des gorges, elle contourne le bourg de Servières-le-Château par le nord-est et débouche sur une petite plaine à Glény où elle se jette dans la Dordogne en rive gauche, à 195 m d’altitude, deux kilomètres au sud du barrage du Chastang.
Son cours est long de 14,9 km.
Il ne faut pas la confondre avec un autre cours d'eau du même nom, distant d’à peine six kilomètres, et affluent de la Maronne.

### Affluents
Le Sandre répertorie douze affluents à la Glane,, les deux plus longs étant le ruisseau du Prés Bos en rive droite avec 5,8 km, et le ruisseau du Moulin du Chassang, en rive gauche, long de 5,2 km.
La Glane ayant plusieurs sous-affluents répertoriés, eux-mêmes sans aucun affluent, son rang de Strahler est de trois.

### Communes et département traversés
À l'intérieur du seul département de la Corrèze, la Glane arrose trois communes, soit d'amont vers l'aval : Saint-Privat (source), Darazac et Servières-le-Château (confluence).

## Monuments ou sites remarquables à proximité
L'implantation du barrage de Glane de Servières a permis la création du lac de Feyt, d’une superficie de 65 hectares, dédié au tourisme.
La Glane se jette dans la Dordogne à Glény, dont la chapelle du XIIe siècle est classée au titre des monuments historiques.

## Galerie de photos

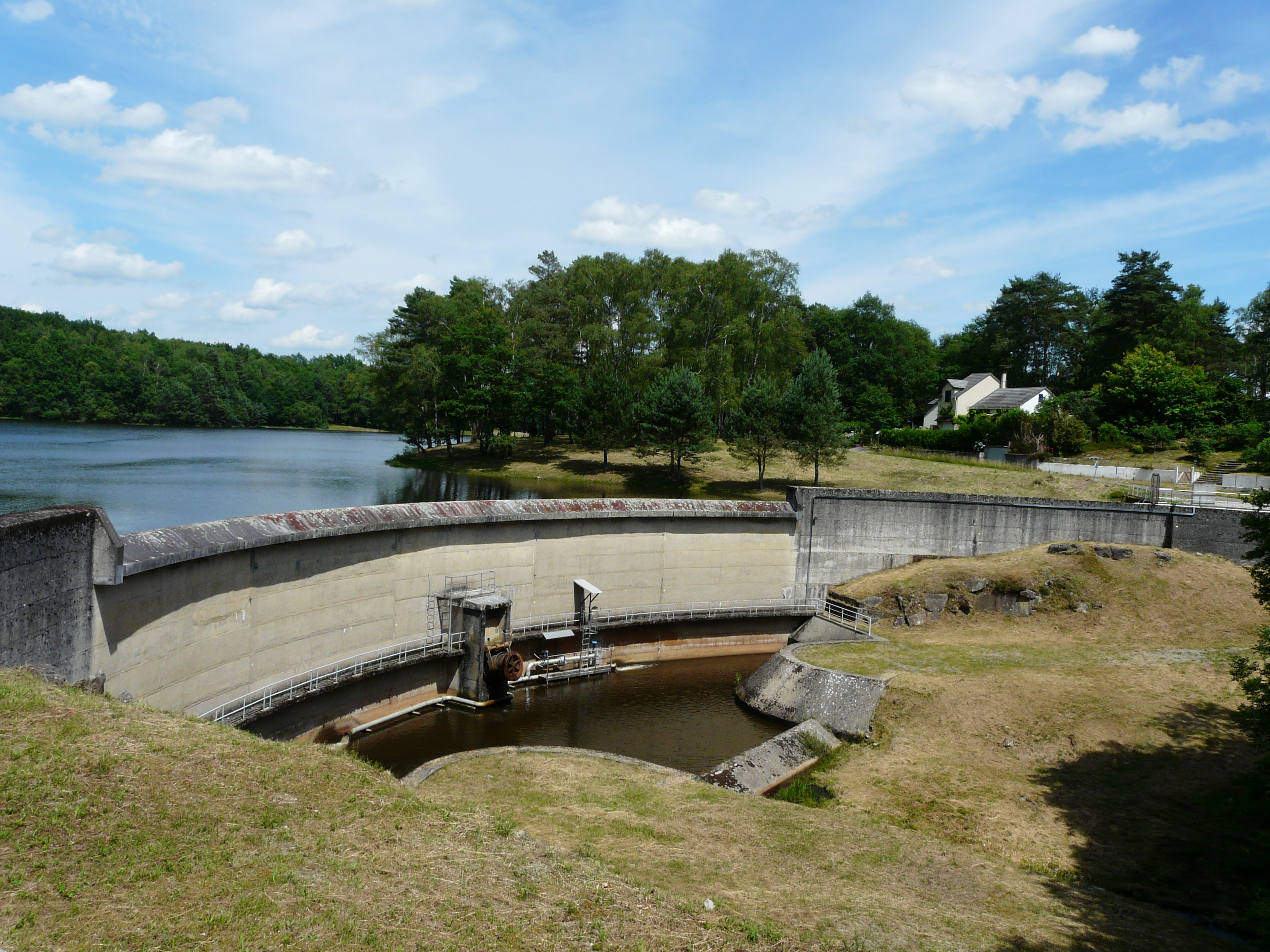
Le barrage de Glane de Servières.
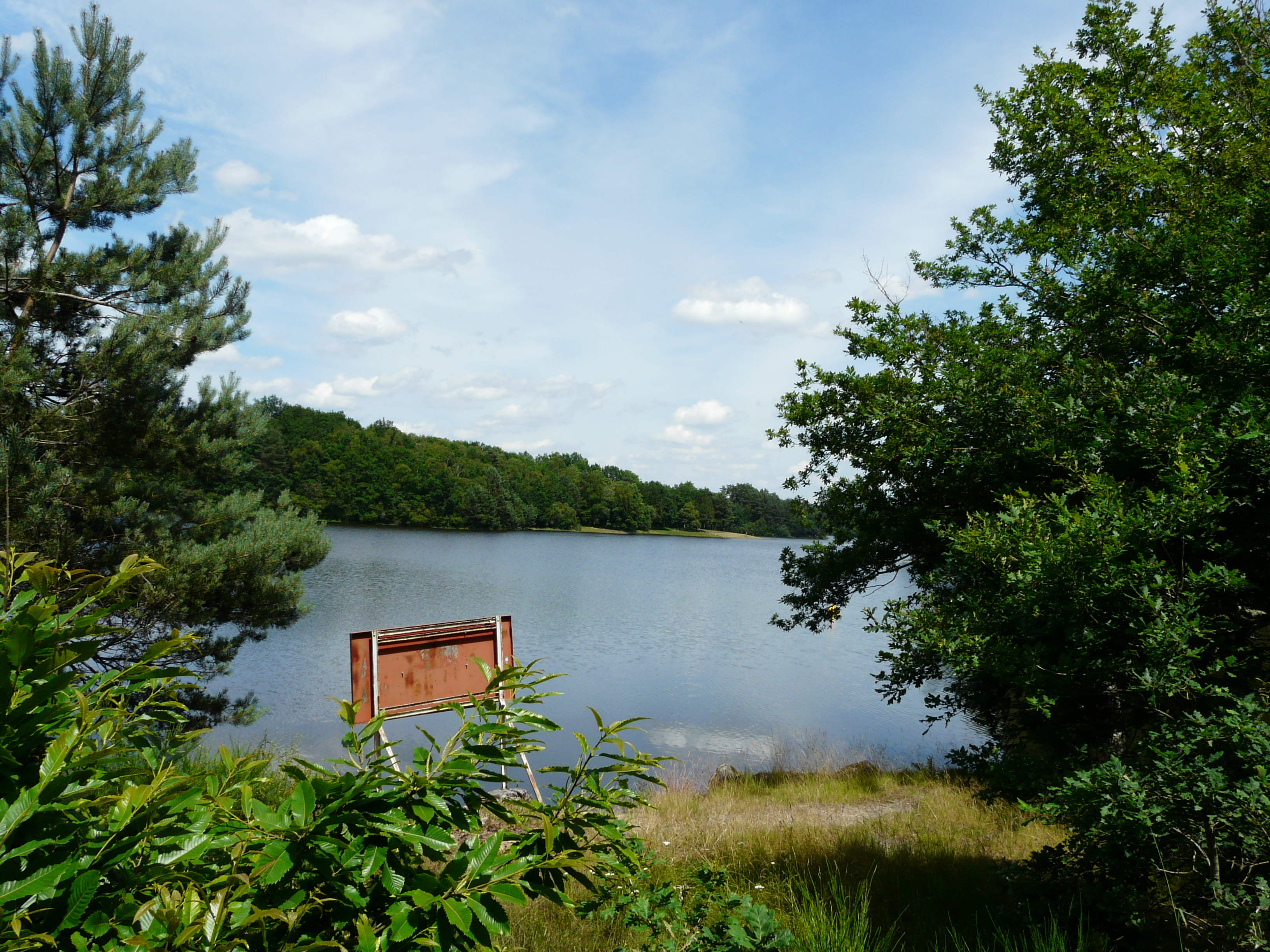
Le lac de Feyt.
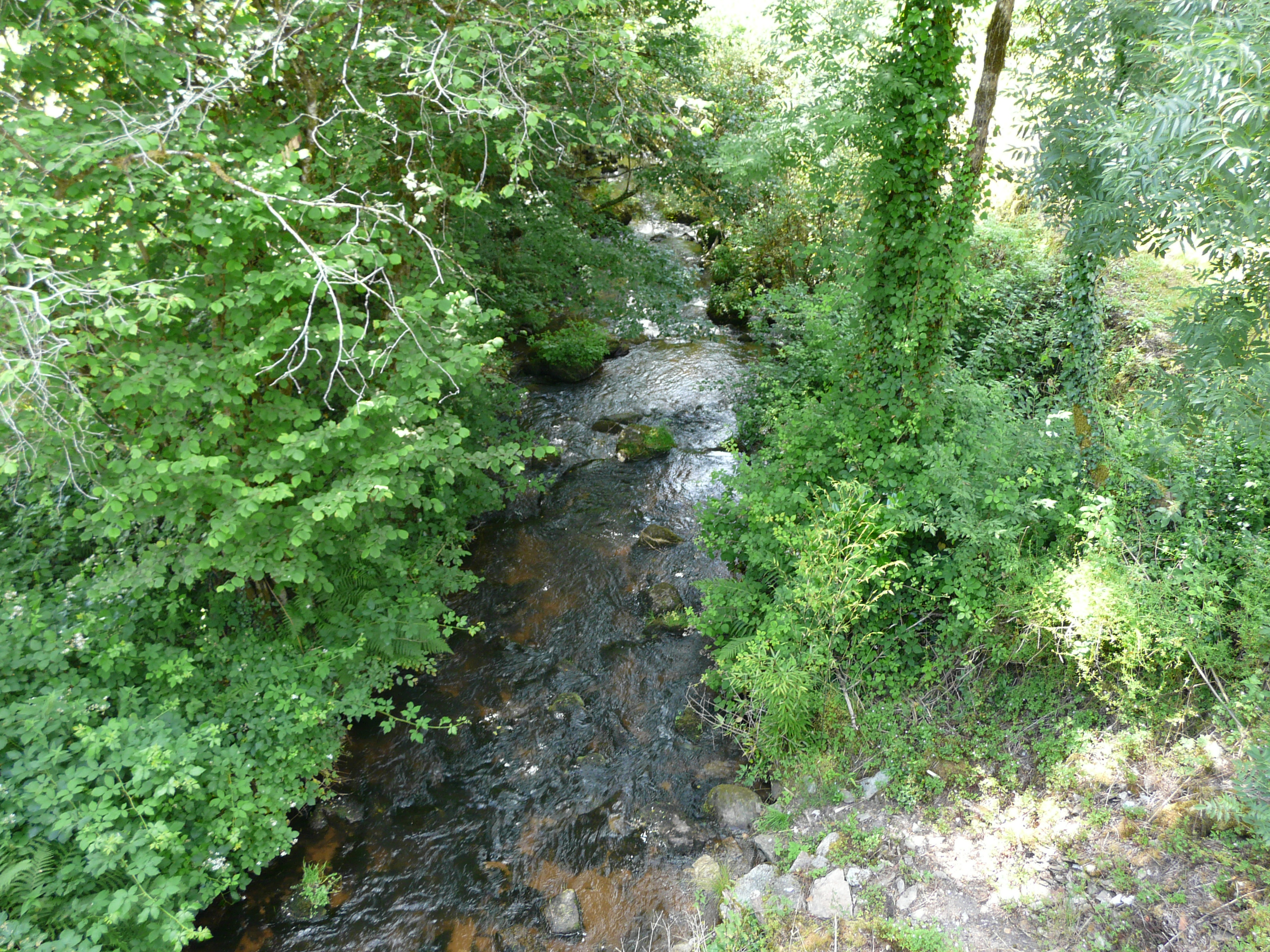
La Glane à Glény, une centaine de mètres avant sa confluence avec la Dordogne.
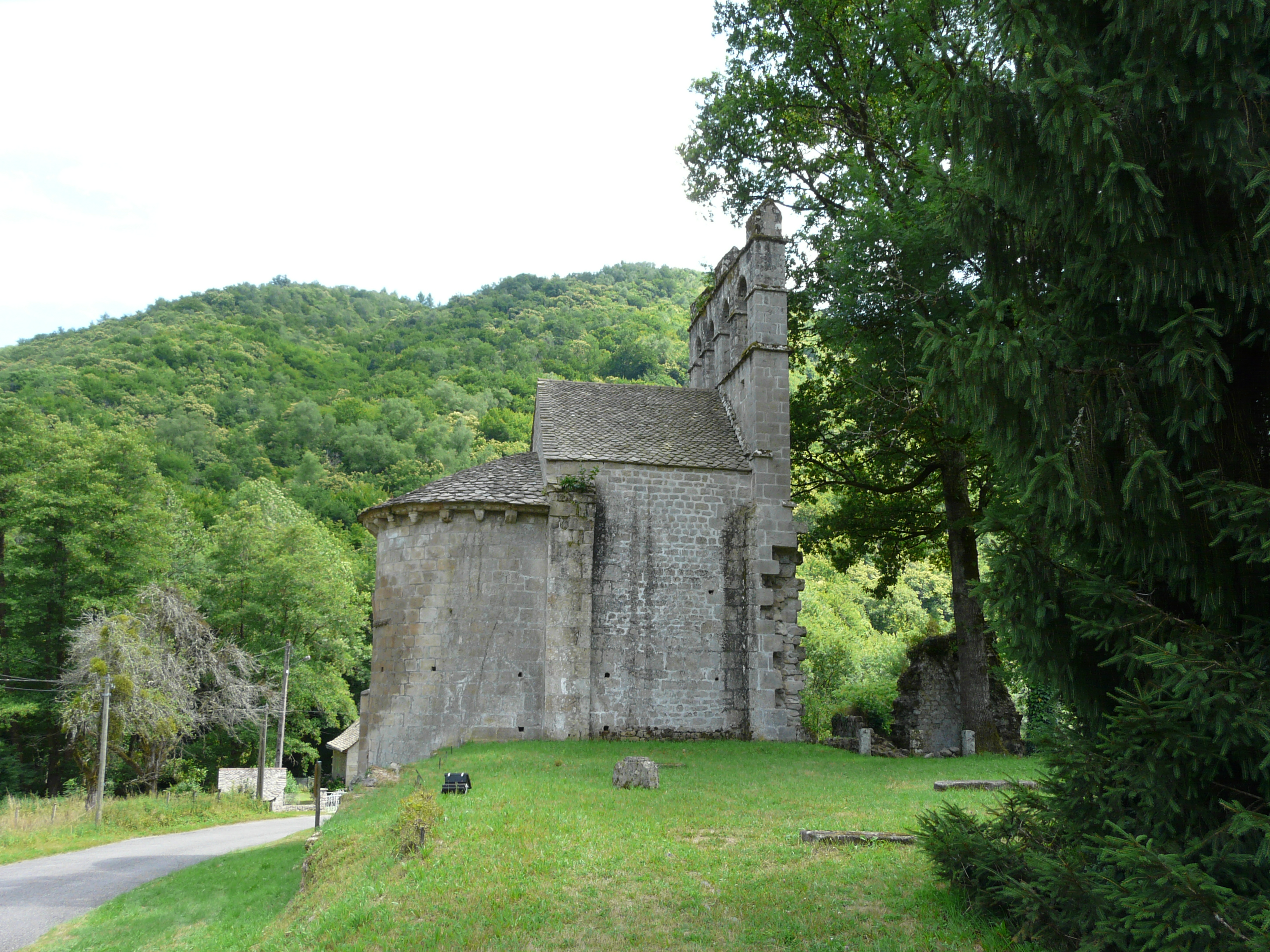
La chapelle de Glény.